# Distretto di Sicchez
Il distretto di Sicchez è uno dei dieci distretti della provincia di Ayabaca, in Perù. Si trova nella regione di Piura e si estende su una superficie di 33,1 chilometri quadrati.

Istituito il 8 aprile 1936, ha per capitale la città di Sicchez; nel censimento 2005 contava 2.456 abitanti.